# Малколм у средини
Малколм у средини (енгл. Malcolm in the Middle) је америчка телевизијска породична комедија ситуације, коју је креирао Линвуд Бумер за канал Фокс. Серија је премијерно емитована 9. јануара 2000, а последња епизода је приказана 14. маја 2006. године, након седам сезона и 151 епизоде.
Серија прати дисфункционалну породицу из радничке класе, а насловну улогу тумачи Френки Муниз у улози Малколма, адолесцента за којег се открива да је геније. Док ужива у својој интелигенцији, веома замера то што мора да иде на посебне часове за надарену децу, којима се изругује остатак школе. Џејн Качмарек глуми Малколмову заповедничку, усијану и тврдоглаву мајку Лоис, а Брајан Кранстон глуми његовог незрелог, маничног, али вољног оца Хала. Кристофер Мастерсон глуми најстаријег брата Френсиса, проблематичног сина, који је, у ранијим епизодама, био у војној школи, али се на крају оженио и нашао на сталном послу. Џастин Берфилд је такође Малколмов старији брат, Рис, окрутни насилник који малтретира Малколма код куће, чак и док га брани у школи. Ерик Пер Саливан глуми млађег брата Дјуиа, који је музички талентован и забринут за своје благостање. У ранијим епизодама фокус серије био је на Малколму, али како је серија напредовала, више је истраживала свих шест чланова породице. Још један лик, Џејми (Џејмс и Лукас Родригез), представљен је као пети син Хала и Лоис на крају четврте сезоне.
Серија је добила похвале од стране критичара и показала се као изузетно популарна емисија на мрежи. Критичари Алан Сепинвол и Мет Золер Зајц су је сместили на 50. место своје листе најбољих америчких телевизијских серија свих времена, а серија је такође била смештена на 88. место листе „Нови ТВ класици” часописа Entertainment Weekly. Сепинвол је такође сместио серију међу десет најбољих серија у историји канала Фокс. Серија је освојила награду Пибоди, седам награда Еми, једну награду Греми, а била је номинована за седам награда Златни глобус.

## Премиса
Серија говори о дечаку по имену Малколм, који је у првој епизоди откривен као геније са количником интелигенције од 165, што га смешта у разред за надарене ученике, којем је првобитно предавала Керолајн Милер. Он је треће дете у комично нефункционалној радничкој породици коју чине четворица, а касније и петорица дечака, мајка Лоис и отац Хал. У првој сезони, њихов најстарији син, Френсис, послат је у војну школу, док млађа браћа Рис, Малколм и Дјуи остају код куће са родитељима. Када је Френсис одсутан, Малколм постаје средње дете у породици. У четвртој сезони серији је додат лик Џејмија, петог сина Хала и Лоис. Ране сезоне серије биле су усредсређене на Малколма који се суочавао са тескобама интелектуалца и трпео ексцентричности породичног живота.
Касније сезоне прошириле су опсег серије истражујући детаљније породичне интеракције са њиховом ширем породицом, пријатељима и колегама, укључујући Лоисину тиранску мајку Ајду; Крејга Фелдспара, Лоисиног колегу у продавници Лаки ејд; Малколмовог најбољег пријатеља Стивија Кенарбана (који је инвалид и изузетно астматичан) и Стивијевог оца Ејба; као и низ континуираних заплета у којима се детаљно описују Френсисове авантуре у војној школи, из које се касније исписује како би радио у кампу за дрвосече на Аљасци, након чега почиње да ради на ранчу који води ексцентрични немачки пар.
Серија се значајно разликовала од стандардног ТВ формата ситкома који је био уобичајен у то време. Малколм је у свакој епизоди рушио четврти зид приповедајући директно публици преко камере. Препознатљив изглед и звук серије ослањали су се у великој мери на разрађену постпродукцију, укључујући брзу монтажу, звучне ефекте, музичке уметке, широку употребу локација и необичне стилове, композиције и ефекте камере, што би у принципу било непрактично или немогуће постићи у стандардној продукцији ситкома снимљеној са више камера. Серија није користила ефекат смеха (који је постао популаран у другим телевизијским комедијама ситуације) нити публику уживо у студију. Подражавајући стил једносатних драма, ова полусатна серија снимана је на филму уместо на видео снимку.
Још један препознатљив аспект серије је тај што уводна сцена сваке епизоде није била повезана са главном причом. Изузетак су биле епизоде снимљене у два дела; свака епизода другог дела почињала је сажетком епизоде првог дела.
Презиме главне породице се никада директно не спомиње у серији. Сценарио Линвуда Бумера за пилот епизоду првобитно је садржавао презиме Вилкерсон, које је касније уклоњено јер није желео да на ликове стави „било какву етничку етикету”. Ово презиме се појавило у раним нацртима промотивног материјала, као и на Френсисовој униформи војне школе у првој епизоди. У последњој епизоди серије, Френсису испада идентификациона картица са његовог новог канцеларијског посла, у којем се његово пуно име наводи као „Френсис Ноластнејм”. Такође у последњој епизоди, директор најављује Малколма као говорника, изговарајући „Ноластнејм” („Без презимена”), што се међутим не чује због буке микрофона. Публициста за Фокс рекао је да „званично презиме породице треба сматрати мистеријом”.

## Улоге
| Глумац                 | Улога              |
| ---------------------- | ------------------ |
| Френки Муниз           | Малколм            |
| Џејн Качмарек          | Лоис               |
| Брајан Кранстон        | Хал                |
| Кристофер Мастерсон    | Френсис            |
| Џастин Берфилд         | Рис                |
| Ерик Пер Саливан       | Дјуи               |
| Кетрин Лојд Бернс      | Керолајн Милер     |
| Крејг Ламар Трејлор    | Стиви Кенарбан     |
| Дејвид Ентони Хигинс   | Крејг Фелдспар     |
| Гари Ентони Вилијамс   | Ејб Кенарбан       |
| Клорис Личман          | Ајда               |
| Џејмс и Лукас Родригез | Џејми              |
| Еми Колигадо           | Пијама Тананахакна |
| Еван Метју Коен        | Лојд               |
| Кајл Саливан           | Дабни              |
| Данијел вон Барген     | Едвин Спенглер     |
| Крис Ајгеман           | Лајонел Херкабе    |
| Кенет Марс             | Ото Манкусер       |
| Миген Феј              | Гречен Манкусер    |

## Епизоде
| Сезоне | Сезоне | Епизоде | Оригинално емитовање | Оригинално емитовање |
| Сезоне | Сезоне | Епизоде | Почетак емитовања    | Крај емитовања       |
| ------ | ------ | ------- | -------------------- | -------------------- |
|        | 1      | 16      | 9. јануар 2000.      | 21. мај 2000.        |
|        | 2      | 25      | 5. новембар 2000.    | 20. мај 2001.        |
|        | 3      | 22      | 11. новембар 2001.   | 12. мај 2002.        |
|        | 4      | 22      | 3. новембар 2002.    | 18. мај 2003.        |
|        | 5      | 22      | 2. новембар 2003.    | 23. мај 2004.        |
|        | 6      | 22      | 7. новембар 2004.    | 15. мај 2005.        |
|        | 7      | 22      | 30. септембар 2005.  | 14. мај 2006.        |